# Искусство самообороны
«Искусство самообороны» (англ. The Art of Self-Defense) — американский фильм 2019 года режиссёра Райли Стернс. Премьера фильма состоялась 10 марта 2019 года на кинофестивале South by Southwest.

## Сюжет
Робкий бухгалтер Кейси Девис не может найти себе места в коллективе. Однажды вечером, когда он хочет купить еду для собаки, он натыкается на банду байкеров. Они спрашивают, имеется ли у него при себе оружие, после чего избивают его. Он задумывается о том, чтобы приобрести огнестрельное оружие, но вместо этого, после посещения академии каратэ, решает записаться на курсы самообороны.

## В ролях
- Джесси Айзенберг — Кейси Девис
- Имоджен Путс — Анна
- Алессандро Нивола — Сенсей
- Стив Терада — Томас
- Филлип Андре Ботельо — Кеннет
- Дэвид Зеллнер — Генри
- Хауке Бар — Грант
- Джейсон Бёрки — Алекс

## Критика
На сайте Rotten Tomatoes фильм имеет рейтинг 83 % на основе 167 рецензий критиков со средней оценкой 7,2 из 10. На сайте Metacritic фильм получил оценку 65 из 100 на основе 32 рецензий, что соответствует статусу «в основном положительные отзывы».